# محوطه دارقته
محوطه دارقته مربوط به مفرغ- دوره اشکانیان است و در شهرستان دالاهو، بخش مرکزی، دهستان بیونیج، روستای کنه هر واقع شده و این اثر در تاریخ ۲۶ اسفند ۱۳۸۶ با شمارهٔ ثبت ۲۱۷۶۵ به‌عنوان یکی از آثار ملی ایران به ثبت رسیده است.